# 王信 (1972年)
王信（1972年—），臺灣作家，部落格他方的他方、專利律師、Yahoo News 專欄、蘋果日報專欄。
曾任電視節目企劃編劇、電腦遊戲製作人、專利發明人、美國加州律師、台灣律師、專利師、億豐綜合工業集團法務長、宏達電全球專利訴訟主管、仁寶電腦集團代理法務長兼華寶通訊法務長。
藝術評論家、坎城影展國際影評人獎評審主席、柏林影展、伊斯坦堡影展、三屆南韓釜山影展 (2021、2022、2024)、兩屆斯德哥爾摩影展 (2021、2022) 國際影評人獎評審、美國金球獎海外評審、埃及阿拉伯電影中心 (Arab Cinema Center) 評審、南美洲網站 Peliplat.com 客座首席影評 (Guest Chief Film Critic)。

## 著作[19]。
- 1996 「冰  戀」 爾雅出版社 詩集
- 2000 「十三座海洋」 聯經出版社 小說
- 2003 「十三座海洋」 浙江文艺出版社 小說
- 2004 「願能酣睡如夢」 鷹漢文化出版社 小說
- 2011 「他方的他方」辛卯版 遠聲國際 藝術評論
- 2019 「他方的他方」己亥版 遠聲國際 藝術評論[20]。
- 2020 「銅  鏡」 遠聲國際 時事評論[21]。
- 2021 「古  鏡」 遠聲國際 文化評論

## 獎項、簡歷[22]
- 1988 台中一中程式設計比賽冠軍
- 1988 資訊月中部五縣市程式設計比賽亞軍
- 1988 台中一中電腦研習社社長
- 1989 第三波程式設計邀請賽佳作
- 1991 第一屆台大文學獎
- 1992 台大荒原報社社長
- 1993 第十一屆全國學生文學獎[23]
- 1994 第三屆台大文學獎、第十二屆全國學生文學獎[24]
- 1996 文建會出版獎
- 1998 海華文藝季極短篇首獎
- 2001 全國優秀青年詩人獎
- 2008 國立歷史博物館朱德群八八回顧展朱德群藝術評論獎
- 2009 藝術評論部落格他方的他方獲 2009全球華文部落格大獎 年度最佳藝術文化部落格 首獎[25][26]